# 옥천여자중학교
옥천여자중학교(沃川女子中學校)는 대한민국 충청북도 옥천군 옥천읍 문정리에 있는 공립 중학교이다.

## 학교 연혁
- 1944년 4월 10일 : 옥천여자전수학교 개교
- 1950년 5월 1일 : 옥천여자중학교로 개편
- 1964년 11월 4일 : 구읍에서 현 위치로 이전
- 1982년 12월 1일 : 체육관 준공
- 1994년 12월 31일 : 과학관 준공
- 2001년 3월 31일 : 본관건물 증.개축
- 2010년 2월 22일 : 영어교과교실(4실) 증축
- 2011년 11월 4일 : 급식소 준공
- 2021년 1월 8일 : 제75회 졸업 (136명)
- 2021년 3월 2일 : 입학(156명)
- 2021년 9월 1일 : 제32대 박정애 교장 부임

## 참고 자료
- 옥천여자중학교 - 한국교육학술정보원 학교알리미